# Đại sứ quán Cộng hòa Liên bang Đức tại Việt Nam Cộng hòa
Đại sứ quán Cộng hòa Liên bang Đức tại Việt Nam Cộng hòa (tiếng Đức: Botschaft der Bundesrepublik Deutschland in der Republik Vietnam), thường gọi là Đại sứ quán Tây Đức tại Nam Việt Nam, là cơ quan đại diện ngoại giao do Cộng hòa Liên bang Đức (Tây Đức) thành lập tại tại thủ đô Sài Gòn của Việt Nam Cộng hòa. Cơ quan này đóng cửa vào ngày 24 tháng 4 năm 1975, vài ngày trước khi Sài Gòn thất thủ.

## Lịch sử
Ban đầu gọi là Công sứ quán Cộng hòa Liên bang Đức tại Việt Nam Cộng hòa được thành lập vào ngày 12 tháng 6 năm 1957 rồi về sau nâng cấp thành đại sứ quán vào ngày 25 tháng 4 năm 1960. Cơ quan này ít lâu sau được đổi tên là Đại sứ quán Cộng hòa Liên bang Đức tại Việt Nam Cộng hòa và hoạt động cho đến khi đóng cửa vào ngày 24 tháng 4 năm 1975.

## Danh sách Đại sứ

### Công sứ Đức tại Việt Nam Cộng hòa (1957–1960)
Ngày 12 tháng 6 năm 1957, Đức thành lập công sứ quán tại Việt Nam Cộng hòa. Năm 1958, Đức cử vị công sứ thường trú đầu tiên. Ngày 25 tháng 4 năm 1960, cơ quan này được nâng cấp thành đại sứ quán.
| Số | Tên gọi                     | Bổ nhiệm | Nhậm chức           | Trình Quốc thư      | Từ chức             | Cấp bậc | Chức vụ                     | Ghi chú | Ghi chú |
| -- | --------------------------- | -------- | ------------------- | ------------------- | ------------------- | ------- | --------------------------- | --- | ------- |
| 1  | Albert Toby Tafel           |          | 12 tháng 6 năm 1957 |                     | 1958                |         | Đại biện lâm thời           | Vì Công sứ Đức tại Việt Nam Cộng hòa chưa đến nhận chức vụ nên ông tạm thời đảm nhiệm công việc đại sứ quán.        |         |
| 2  | York Alexander von Wendland |          | 1958                | 7 tháng 10 năm 1958 | 25 tháng 4 năm 1960 | Công sứ | Công sứ đặc mệnh toàn quyền | Công sứ đầu tiên sau khi thiết lập quan hệ ngoại giao giữa Đức và Việt Nam Cộng hòa, về sau được thăng chức Đại sứ. |         |

### Đại sứ Đức tại Việt Nam Cộng hòa (1960–1975)
Ngày 25 tháng 4 năm 1960, Công sứ quán Đức tại Việt Nam Cộng hòa được nâng cấp thành đại sứ quán.
| Số | Tên gọi                     | Bổ nhiệm | Nhậm chức            | Trình Quốc thư      | Từ chức             | Cấp bậc | Chức vụ                    | Ghi chú | Ghi chú |
| -- | --------------------------- | -------- | -------------------- | ------------------- | ------------------- | ------- | -------------------------- | --- | ------- |
| 1  | York Alexander von Wendland |          | 25 tháng 4 năm 1960  | 25 tháng 4 năm 1960 | 15 tháng 8 năm 1964 | Đại sứ  | Đại sứ đặc mệnh toàn quyền | Công sứ được thăng chức Đại sứ, là Đại sứ đầu tiên sau khi Đức thiết lập quan hệ ngoại giao với Việt Nam Cộng hòa. |         |
| 2  | Günther Schlegelberger      |          | 1964                 |                     | Tháng 11 năm 1965   | Đại sứ  | Đại sứ đặc mệnh toàn quyền | |         |
| 3  | Hasso Rüdt von Collenberg   |          | Tháng 11 năm 1965    |                     | 31 tháng 3 năm 1966 | Tham vụ | Đại biện lâm thời          | |         |
| 4  | Wilhelm Kopf                |          | 31 tháng 3 năm 1966  | 20 tháng 4 năm 1966 | Tháng 10 năm 1968   | Đại sứ  | Đại sứ đặc mệnh toàn quyền | |         |
| 5  | Horst von Rom               |          | Tháng 10 năm 1968    |                     | 1974                | Đại sứ  | Đại sứ đặc mệnh toàn quyền | |         |
| 6  | Heinz Dröge                 |          | 13 tháng 11 năm 1974 |                     | 24 tháng 4 năm 1975 | Đại sứ  | Đại sứ đặc mệnh toàn quyền | Đại sứ cuối cùng, ngày 24 tháng 4, đại sứ quán đóng cửa.                                                           |         |